# Kristina Šmigun-Vähi
Kristina Šmigun-Vähi (* 23. Februar 1977 in Tartu, Estnische SSR, Sowjetunion) ist eine ehemalige estnische Skilangläuferin. Die mehrfache „Sportlerin des Jahres“ gehört zu den erfolgreichsten estnischen Sportlern. Sie gewann als erste estnische Skilangläuferin bei den Olympischen Winterspielen 2006 in Turin die Goldmedaille im Verfolgungswettbewerb und über die Distanz von 10 Kilometer klassisch. 2003 wurde sie Weltmeisterin im Verfolgungswettbewerb. Sie gewann des Weiteren drei Silbermedaillen und zwei Bronzemedaillen bei Weltmeisterschaften. In ihrer Karriere gewann sie 16 Wettbewerbe im Skilanglauf-Weltcup und belegte 1999 und 2003 im Gesamtweltcup den zweiten Platz. 1997 wurde sie zweifache Juniorenweltmeisterin. Ihre Schwester Katrin Šmigun war ebenfalls lange im nordischen Skisport aktiv.
Nach der Beendigung ihrer sportlichen Laufbahn wurde sie 2019 als Abgeordnete ins estnische Parlament gewählt.

## Leben
Ihr Vater Anatoli Šmigun, der seine Töchter trainiert, ist Russe, daher der für Estland ungewöhnliche Familienname. Ihre Mutter Rutt Rehemaa ist Estin. Beide waren erfolgreich im nordischen Skisport. Anatoli Šmigun ist unter anderem zweifacher Junioreneuropameister von 1972 und war von 1974 bis 1978 Mitglied der sowjetischen Skilanglaufmannschaft. Somit war die sportliche Laufbahn der beiden Töchter quasi vorbestimmt. Beide begannen früh mit dem nordischen Skisport. In einem Interview betonte Šmigun-Vähi, dass sie ohne ihre Schwester wohl nicht zu einer erfolgreichen Skiläuferin geworden wäre. Der Konkurrenzkampf der Schwestern untereinander wäre ein guter Ansporn und Inspiration gewesen. Auch hätte sie die Möglichkeit gehabt, aus den Fehlern ihrer Schwester zu lernen. Ihre Cousine Jana Rehemaa und ihr Cousin Aivar Rehemaa sind bzw. waren ebenfalls aktive Skilangläufer. Kristina Šmigun-Vähi war des Weiteren eine talentierte Läuferin und wurde 1990 estnische Juniorenmeisterin im Crosslauf. Die zweisprachig aufgewachsene Estin, die über gute Englischkenntnisse verfügt und 2007 ein Studium der englischen Sprache in den USA begann, fungiert auf Siegerpressekonferenzen bei Bedarf als Übersetzerin für ihre russischen Kontrahentinnen.
In ihrem Heimatland ist Kristina Šmigun-Vähi eine Nationalheldin. Sie wurde mehrfach zur Sportlerin des Jahres gewählt. Nach ihrem Olympiasieg 2006 wurde in Estland eine Kristina Šmigun Briefmarke herausgegeben. Im März 2006 wurde sie vom estnischen Präsidenten Ilves mit der höchsten staatlichen Auszeichnung, dem Orden des weißen Sterns höchster Kategorie, ausgezeichnet. 2010 wurde sie als Estlands Frau des Jahres ausgezeichnet. Die sozial engagierte Sportlerin ist seit 2005 Botschafterin des einzigen estnischen SOS-Kinderdorfs in Keila in der Nähe der estnischen Hauptstadt Tallinn.
Am 7. Juli 2007 heiratete sie ihren langjährigen Freund und Manager Kristjan-Thor Vähi. Ein Jahr später, am 17. Juni 2008, wurde Šmigun-Vähi in Miami Mutter einer Tochter namens Victoria-Kris. Am 3. März 2011 erblickte Sohn Kristhor Tom ebenfalls in Miami das Licht der Welt.

## Sportliche Karriere

### Beginn (1992 bis 1998)
Ihr internationales Debüt im Skilanglauf gab Kristina Šmigun-Vähi 1992 bei den Juniorenweltmeisterschaften im finnischen Vuokatti. Sie belegt Platz 19 über 5 km klassisch und Platz 24 über 15 km Freistil. Ein Jahr später startete sie bei den Nordischen Skiweltmeisterschaften 1993 im schwedischen Falun. Während der Weltmeisterschaft feierte sie ihren 16. Geburtstag. Sie belegte Platz 35 über die 5 km klassisch und Platz 31 über die 10-km-Verfolgung. Bei den Europäischen Olympischen Winter-Jugendtagen 1993 in Aosta gewann sie die Bronzemedaille über 5 km klassisch und die Silbermedaille über 7,5 km Freistil. 1994 kurz vor ihrem 17. Geburtstag nahm sie an drei Wettbewerben bei den Olympischen Winterspielen in Lillehammer teil. Ihre beste Platzierung war als jüngste Teilnehmerin im Starterfeld der 27. Platz im Verfolgungswettbewerb.
Am 27. November 1994 nahm Šmigun-Vähi an ihrem ersten Weltcup-Rennen teil. Im finnischen Kiruna belegte sie Rang 25 über die 5 Kilometer in der klassischen Technik. Bei den Juniorenweltmeisterschaften 1995 im schwedischen Gällivare wurde sie Zweite über 15 Kilometer Freistil hinter Julija Tschepalowa. Über die 5 Kilometer in der klassischen Technik gewann sie ebenfalls die Silbermedaille. Dort wurde sie knapp von der russischen Athletin Natalja Baranowa geschlagen. Šmigun-Vähi trat ebenfalls bei den Nordischen Skiweltmeisterschaften 1995 im kanadischen Thunder Bay an. Dort konnte die damals erst 18-jährige Skilangläuferin mit Platz fünf über die 5-km-klassisch einen Achtungserfolg verbuchen.
Bei den Juniorenweltmeisterschaften 1996 im italienischen Asiago musste sich Šmigun-Vähi erneut Julija Tschepalowa geschlagen geben und gewann die Silbermedaille über die 15 km Freistil und die 5 km klassisch. 1997 konnte sie bei den Juniorenweltmeisterschaften im kanadischen Canmore die Titel über beide Distanzen erringen. Die Familie Šmigun verbuchte dabei einen Doppelsieg über die 15 km Freistil. Kristina gewann vor ihrer Schwester Katrin. Im Gesamtweltcup belegte sie 1997 den 13. Rang.
In der Saison 1998 erlitt Šmigun-Vähis Karriere einen Rückschlag. Nach anfänglich guten Resultaten mit mehreren Top-Ten-Platzierungen im Weltcup fiel sie am Silvester-Abend 1998 von einem Snowmobil und brach sich das Schlüsselbein. Sie musste mehrere Wochen pausieren und absolvierte keine Rennen bis zu den Olympischen Winterspielen 1998 in Nagano. Dort trat sie trotzdem über die 30 km Freisti an, belegte aber einen enttäuschenden 46. Platz mit über 12 Minuten Rückstand auf die Siegerin Julija Tschepalowa.

### Erste Erfolge und Dopingvorwürfe (1999 bis 2002)
1999 entschied sich die Familie Šmigun aufgrund der geringen finanziellen Mittel des estnischen Skiverbands ein eigenes Team mit Skitechnikern und Masseur aufzubauen, um den Skilanglaufsport professionell bestreiten zu können. So konnte Kristina Šmigun-Vähi 1999 ihren ersten Weltcup-Sieg im tschechischen Nové Město na Moravě über 15 km Freistil erringen. In dieser Saison erreichte sie des Weiteren zwei zweite Plätze und drei dritte Plätze bei Weltcup-Rennen. Sie beendete die Saison mit Platz vier in der Weltcup-Gesamtwertung, gewann die Gesamtwertung der Teildisziplin Langdistanz und belegte Platz drei in der Sprintgesamtwertung. Bei den Nordischen Skiweltmeisterschaften 1999 gewann sie mit Silber über 15 km Freistil und Bronze über 30 km klassisch ihre ersten internationalen Medaillen.

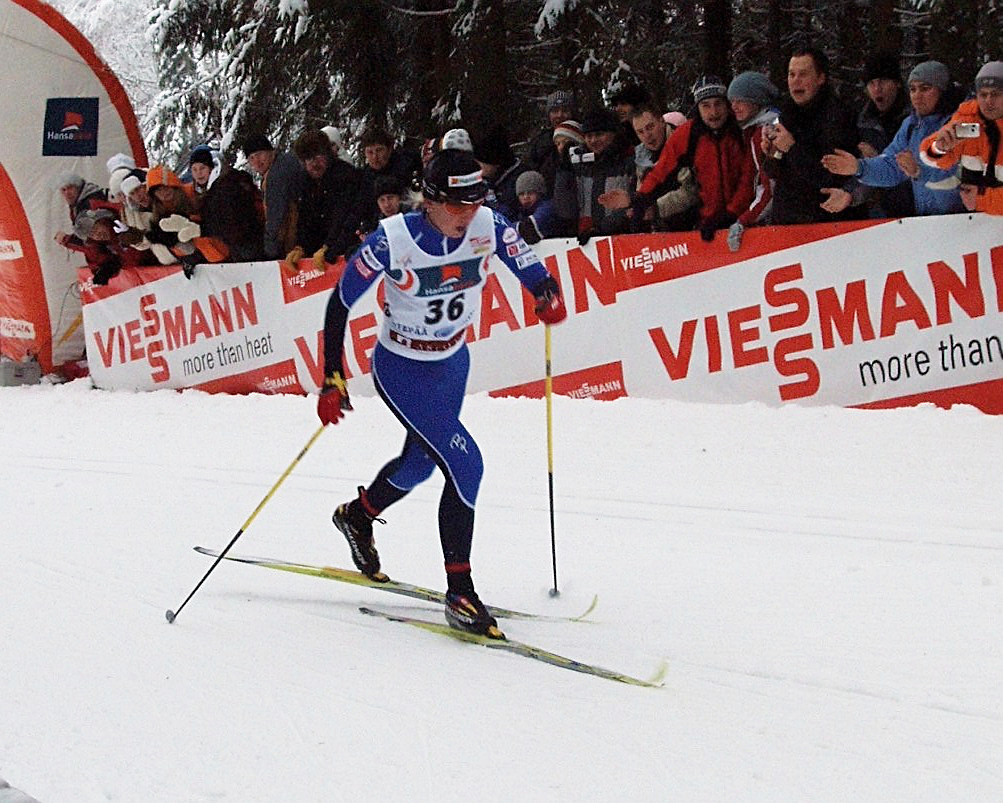
Kristina Šmigun (2006)

In der Saison 2000 konnte Šmigun-Vähi vier Weltcupsiege erringen (zwei Sprints in der freien Technik, eine Verfolgung und einen 10-km-Freistilwettbewerb) und weitere vier Podiumsplatzierungen erreichen. Bis zur letzten Weltcup-Station im italienischen Bormio lag sie an der Spitze der Weltcup-Gesamtwertung. In den letzten beiden Rennen errang sie jeweils den sechsten Platz. Ihre Widersacherin Bente Skari konnte jedoch das vorletzte Rennen für sich entscheiden und den Vorsprung im Weltcup-Gesamtwertung mit Platz acht im letzten Rennen verteidigen. Šmigun-Vähi belegte mit 11 Punkten Rückstand Platz zwei der Weltcup-Gesamtwertung. Sie gewann den Gesamtweltcup in der Teildisziplin Mitteldistanz, wurde Zweite über die Langdistanz und Dritte in der Sprintwertung.
2001 erzielte Šmigun-Vähi zu Beginn der Saison einige gute Weltcup-Resultate, erkrankte allerdings im Laufe der Saison an einem grippalen Infekt. Trotzdem begab sie sich zur Vorbereitung auf die Weltmeisterschaften ins Höhentrainingslager. Die Erkrankung forderte aber ihren Tribut und Šmigun-Vähi konnte bei den Nordischen Skiweltmeisterschaften 2001 nur einen 12. Platz über 10 km klassisch verbuchen. Über 15 km Freistil wurde sie nur 41. und wurde somit sogar von ihrer Schwester geschlagen, die den 39. Platz belegte. Nach dem enttäuschenden Abschneiden bestritt sie keine weiteren Rennen mehr in der Saison.
Šmigun-Vähi gewann zu Beginn der Saison 2002 das Weltcup-Rennen über 15 km Freistil in Ramsau und konnte weitere vier Podiumsplatzierungen verbuchen, bis sie mit Dopingvorwürfen konfrontiert wurde. Beim Weltcup-Rennen im italienischen Brusson, am 12. Dezember 2001, wurde ein erhöhter Wert an 19-Norandrosteron, einem Vorhormon des Steroids Nandrolon, in der A-Probe festgestellt. Die Analyse der Probe ergab einen Wert von 6,4 ng/ml. Der maximale Wert für Frauen ist auf 5 ng/ml festgelegt. Šmigun-Vähi beantragte die Öffnung der B-Probe. Die Analyse im Institut für Dopinganalytik und Sportchemie Kreischa ergab einen Wert von 4,2 ng/ml, woraufhin sie umgehend des Dopingverdachts freigesprochen wurde. Dieses Ergebnis führte zu einer großen Unruhe in der Skilanglaufszene. Die kanadische Skilangläuferin Beckie Scott forderte öffentlich die Weltdopingagentur WADA auf, die Vorgänge im Fall Šmigun zu untersuchen. Der Vorsitzende der WADA Richard Pound erklärte daraufhin, dass bei der Untersuchung der A-Probe im italienischen Labor fälschlicherweise davon ausgegangen wurde, dass es sich um die Probe eines Mannes handele. Wäre bekannt gewesen, dass es sich um eine Probe einer weiblichen Sportlerin handelte, wäre Šmigun-Vähi nicht positiv getestet worden. Wie sich erst später herausstellte, wurde ihre A-Probe aufgrund eines falsch ausgefüllten Formulars im italienischen Labor mit der Probe eines Mannes verwechselt. Aufgrund der Wettkampfpause und der psychischen Belastung der Dopingvorwürfe konnte Šmigun-Vähi bei den Olympischen Winterspielen 2002 nicht an die zu Beginn der Saison gezeigten Leistungen anknüpfen. Ihr bestes Resultat war jeweils Platz sieben über 15 Kilometer Freistil (Massenstart) bzw. 30 Kilometer klassisch. Im ersten Weltcup nach den Olympischen Spielen konnte sie allerdings ihren zweiten Sieg in der Saison verbuchen. Sie beendete die Saison mit Platz vier in der Weltcup-Gesamtwertung.

### Weltmeistertitel und Olympiasieg (2003 bis 2007)
2003 konnte Šmigun-Vähi die Weltcups in Kawgolowo und in Kiruna jeweils über 5 km Freistil gewinnen sowie weitere sechs Podiumsplatzierungen erreichen. Die Nordischen Skiweltmeisterschaften 2003 im italienischen Val di Fiemme wurden zu ihren bisher erfolgreichsten internationalen Meisterschaften. Sie gewann Gold in der 10-km-Verfolgung, Silber über 10 und 15 km klassisch (Massenstart) und Bronze über 30 km Freistil. Hinter der in der Saison mit 14 Weltcup-Siegen überragenden Norwegerin Bente Skari belegte sie Platz zwei in der Weltcup-Gesamtwertung.
Die Saison 2004 begann für Šmigun-Vähi sehr erfolgreich. Sie konnte vier Weltcupsiege und weitere vier Podiumsplatzierungen erringen und führte lange Zeit in der Weltcup-Gesamtwertung. Im späteren Verlauf der Saison wurde sie allerdings immer schwächer. Wie sich später herausstellte, war sie an einem Virus erkrankt und konnte infolgedessen nicht die volle körperliche Leistung erbringen. Sie belegte den Platz fünf der Weltcup-Gesamtwertung und Platz drei der Teildisziplin Distanzrennen.

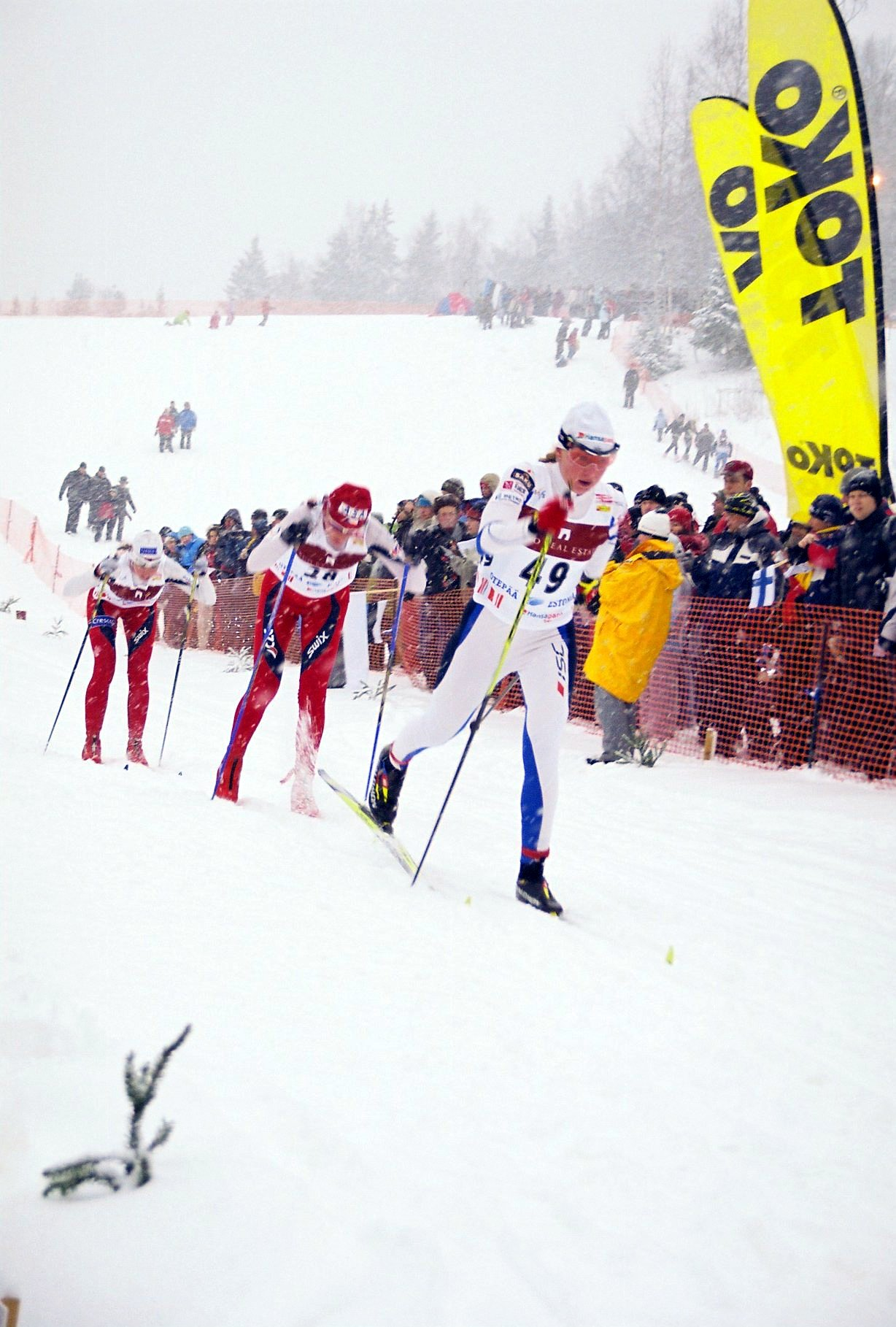
Kristina Šmigun beim Weltcup in Otepää 2007

Wie schon in der vorherigen Saison konnte Šmigun-Vähi zum Anfang der Saison 2005 mehrere Podiumsplatzierungen erkämpfen und siegte unter anderem in Kuusamo über 10 km Freistil und in Ramsau über 15 km Freistil im Massenstart. Aber auch diesmal konnte sie die Form nicht bis zum Ende der Saison erhalten. Bei den Nordischen Skiweltmeisterschaften 2005 in Oberstdorf verfehlte sie im ersten Rennen als Vierte über 10 km Freistil zwar nur knapp eine Medaille. Als Titelverteidigerin und Topfavoritin gestartet, musste sie dem hohen Anfangstempo Tribut zollen und stieg aussichtslos zurückliegend noch während des in der klassischen Technik gelaufenen ersten Teilabschnittes aus dem Rennen aus. Auch über die 30 km klassisch kam sie über einen 14. Platz nicht hinaus. In der Weltcup-Gesamtwertung belegte sie abschließend den vierten Platz und Platz drei der Teildisziplin Distanzrennen.
Als Konsequenz aus dem schlechten Abschneiden bei den Weltmeisterschaften 2005 stellt Šmigun-Vähi ihre Technik und ihre Ernährung um, änderte ihre Wettkampfvorbereitung und begann im Hinblick auf die Olympischen Winterspiele 2006 im Oktober 2005 mit Mare Pork, einer Professorin für Psychologie der Universität Tallinn, zusammenzuarbeiten. Als international erfolgreiche Sportlerin stand Šmigun-Vähi gerade in ihrem kleinen Heimatland unter starker Beobachtung und war einem hohen Erfolgsdruck ausgesetzt. Dies äußerte sich unter anderem in Form von Schlafstörungen und der Unfähigkeit sich erholen zu können. Eine Maßnahme der Zusammenarbeit waren daher tägliche Telefongespräche am Abend mit Pork, um die notwendige innere Ruhe zu finden. Des Weiteren verzichtete Šmigun-Vähi auf das Lesen von Zeitungen, um nicht mit den Erwartungen ihrer Landsleute konfrontiert zu werden. Fokussiert auf den Olympiasieg nahm Šmigun-Vähi in der Saison 2006 nur an wenige Weltcup-Rennen teil. Da sie in den Jahren zuvor stets zu Beginn einer Saison gute Resultate erzielte und im Laufe des Winters immer schwächer wurde, legte sie im Dezember 2006 eine Wettkampfpause ein. Eines der wenigen Weltcup-Rennen, die sie bestritt, war ihr Heim-Weltcup in Otepää kurz vor den Olympischen Spielen. Wie schon die Jahre zuvor blieb ihr der erste Erfolg im Heimatland versagt und sie belegte mit 0,2 Sekunden Rückstand Platz zwei hinter Hilde G. Pedersen. Ohne weitere Weltcup-Rennen als Vorbereitung zu bestreiten, konnte sie sich bei den Olympischen Winterspielen 2006 in Pragelato revanchieren. Sie siegte über 10 km klassisch vor Pedersen und konnte auch über die 15-km-Verfolgung olympisches Gold erringen. Sie ist damit die erste Goldmedaillengewinnerin bei Olympischen Winterspielen für ihr Heimatland Estland.
Die Saison 2007 verlief für Šmigun-Vähi durchwachsen. Sie konnte zwar einen Weltcup-Sieg über 10 km klassisch erringen und weitere zwei Podiumsplatzierungen erzielen, aber auch zahlreiche Platzierungen außerhalb der Top Ten. Die Tour de Ski musste sie wegen einer Erkältung vorzeitig beenden. Sie beendete die Saison mit Platz 11 in der Weltcup-Gesamtwertung. In der estnischen Presse wurde aufgrund der für Šmigun ungewöhnlich schlechten Resultate darüber spekuliert, ob sie nach ihren Olympiasiegen 2006 die Motivation verloren habe. Diese Spekulationen wurden durch Šmiguns Mutter Rutt Rehemaa verstärkt, die in einem Interview sagte, dass es für ihre Tochter Zeit wäre eine eigene Familie zu gründen.

### Sportliche Auszeit und Babypause (2008)
Kristina Šmigun-Vähi begann im September 2007 ein Anglistikstudium an der Florida Atlantic University in Boca Raton im US-Bundesstaat Florida. Sie gab bekannt, in der Saison 2008 eine Wettkampfpause einzulegen und keine Wettkämpfe zu bestreiten. Nach vielen Jahren im Leistungssport fühle sie sich ausgebrannt. Ihr langfristiges Ziel seien die Olympischen Winterspiele 2010 in Vancouver, so dass sie weiterhin trainiere, aber keine Wettkämpfe bestreiten werde, ließ sie im Sommer 2007 verlauten. Dass sie plane Mutter zu werden, verneinte sie zu diesem Zeitpunkt noch. Im Februar 2008 jedoch gaben Kristina Šmigun-Vähi und ihr Mann Kristjan-Thor Vähi bekannt, dass sie im Juni 2008 ihr erstes Kind erwarten. Wie sie der estnischen Zeitung Postimees mitteilte, wollte Šmigun-Vähi auch während der Schwangerschaft ihr Training fortführen, um in der Saison 2008/09 Wettkämpfe bestreiten zu können und sich auf die Olympischen Winterspiele 2010 vorzubereiten. Nach der Geburt ihrer Tochter im Juni 2008 erklärte Šmigun-Vähi noch vor Beginn der Weltcup-Saison, dass sie auch in der Saison 2008/09 keine Wettkämpfe bestreiten werde, da sie sich intensiv um ihre Familie kümmern wolle und nicht über die notwendige Form verfüge.

### Rückkehr in den Leistungssport und Rücktritt (2009–2010)

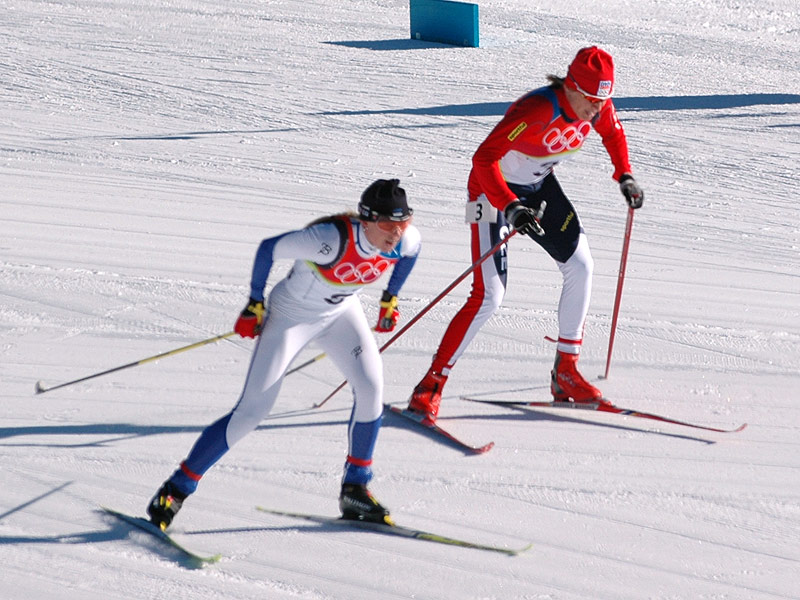
Zielsprint im Verfolgungsrennen zwischen Kristina Šmigun und Kateřina Neumannová bei den Olympischen Winterspielen 2006

Zu Beginn des Jahres 2009 begann Kristina Šmigun-Vähi mit leichten Training, primär um sich körperlich nach der Geburt ihrer Tochter wieder in Form zu bringen, wie sie später sagte. Nachdem sich schnell an Gewicht verlor und ihre Leistungen kontinuierlich steigern konnte, entschied sie zu ihrer eigenen Überraschung ein Comeback zu versuchen. Im September 2009 kündigte sie offiziell auf einer Pressekonferenz ihre Rückkehr in den Leistungssport in der Saison 2009/10 an. Aufgrund der Anti-Doping-Regeln der FIS, die eine Teilnahme an einem Wettkampf erst erlauben, wenn ein rückerender Athlet mindestens sechs Monate an Trainings-Dopingkontrollen teilgenommen hat, konnte Šmigun-Vähi an keinem Vorbereitungswettbewerb teilnehmen und auch nicht zum Weltcup-Auftakt in Beitostølen an den Start gehen. Ihr erstes Weltcup-Rennen nach zweieinhalbjähriger Wettkampfpause über die Distanz von 10 Kilometer klassisch im finnischen Kuusamo beendete sie mit Platz 25. Aber schon bei ihrem zweiten Start beim Weltcup in Davos zeigte Šmigun-Vähi, dass sie auch nach der langen Pause wieder zu Topresultaten im Stande ist. Auf der Wettkampfstrecke oberhalb von 1.500 Metern erkämpfte sie über 10 Kilometer Freistil mit Platz drei ihre erste Podiumsplatzierung seit drei Jahren. Auf der Siegerpressekonferenz sagte sie, dass sie über den 25. Platz in Kuusamo enttäuscht war. Das gute Resultat auf der ungeliebten Strecke in Davos stimme sie aber zuversichtlich hinsichtlich der Olympischen Winterspiele 2010 in Vancouver. Ende des Jahres 2009 entschied Šmigun-Vähi weder an der Tour de Ski noch an den estnischen Meisterschaften teilzunehmen und erneut eine Trainingsphase einzulegen. Trotz gesundheitlicher Probleme startete sie beim Weltcup in ihrem langjährigen Wohnort Otepää. Sie belegte in Abwesenheit vieler Athletinnen, die an der Tour de Ski teilgenommen hatten, jedoch nur den neunten Platz über 10 Kilometer klassisch. Zum Sprintwettbewerb am nächsten Tag trat sie erst gar nicht an. Anschließend gab sie bekannt an keinem weiteren Weltcupwettbewerb vor den Olympischen Spielen teilzunehmen und stattdessen wie schon vor ihren Olympiasiegen 2006 ein Trainingslager im italienischen Santa Caterina Valfurva durchzuführen. Diese Entscheidung zahlte sich aus, denn Šmigun-Vähi gewann bei den Olympischen Spielen in Vancouver die Silbermedaille über 10 Kilometer Freistil hinter der Schwedin Charlotte Kalla. Im Verfolgungswettbewerb erwischte sich jedoch körperlich als auch materialtechnisch nicht ihren besten Tag. Sie verlor frühzeitig den Anschluss an die Spitzengruppe und stieg nach 5,1 Kilometern aussichtslos zurückliegend aus dem Wettbewerb aus. Auch über die 30 Kilometer klassisch hatte sie Materialprobleme. Nach ihrem ersten Skiwechsel nach 10 Kilometern gelang es ihr mit schlechteren Ski nicht wieder Anschluss an die Spitzengruppe zu erreichen, stattdessen verlor sie kontinuierlich Zeit. Ihr letztes olympisches Rennen beendete Šmigun-Vähi auf einem enttäuschenden 28. Platz. Auch beim Weltcup in Oslo über 30 Kilometer Freistil erreichte sie nur den 29. Platz. Beim Weltcup-Finale gelang es ihr mit drei auf der letzten Etappe über 10 Kilometer Freistil, sich auf den sechsten Gesamtplatz vorzuarbeiten. Am Ende der Saison belegte sie den 32. Platz in der Weltcupgesamtwertung und war somit erstmals seit 1995 nicht unter den dreißig besten Athletinnen der Saison. Zum Abschluss der Saison sicherte sich Šmigun-Vähi ihre nationalen Meistertitel 40 und 41.
Am 2. Juli 2010 gab Šmigun-Vähi ihren Rücktritt vom Leistungssport bekannt.

## Politische Tätigkeit
Bei der Parlamentswahl 2019 trat sie als Kandidatin der Estnischen Reformpartei im Wahlkreis Kesklinn, Lasnamäe und Pirita in Tallinn an. Dort schaffte sie es mit 2002 Wählerstimmen einen Sitz im estnischen Parlament (Riigikogu) zu erringen.

## Auszeichnungen
- 8 Mal Sportlerin des Jahres in Estland (1997, 1999, 2000, 2002–2004, 2006, 2010).[38]
- Höchste staatliche Auszeichnung Orden des weißen Sterns höchster Kategorie (März 2006)
- Orden des Estnischen Roten Kreuzes 3. Kategorie (2004)[39]
- Estlands Frau des Jahres 2010

## Liste sportlicher Erfolge

### Olympische Winterspiele
Kristina Šmigun-Vähi nahm an fünf Olympischen Winterspielen teil. 2006 gewann sie zwei Goldmedaillen. Vier Jahre später erkämpfte sie eine Silbermedaille.
| Datum         | Ort            | Disziplin                           | Platz | Siegerin            |
| ------------- | -------------- | ----------------------------------- | ----- | ------------------- |
| 13. Feb. 1994 | Lillehammer    | 15 Kilometer Freistil               | 28    | Manuela Di Centa    |
| 15. Feb. 1994 | Lillehammer    | 5 Kilometer klassisch               | 30    | Ljubow Jegorowa     |
| 17. Feb. 1994 | Lillehammer    | Staffel                             | 12    | Russland            |
| 22. Feb. 1994 | Lillehammer    | Verfolgung (10 Kilometer)           | 27    | Ljubow Jegorowa     |
| 20. Feb. 1998 | Nagano         | 30 Kilometer Freistil               | 46    | Gabriella Paruzzi   |
| 9. Feb. 2002  | Salt Lake City | 15 Kilometer Freistil (Massenstart) | 7     | Stefania Belmondo   |
| 12. Feb. 2002 | Salt Lake City | 10 Kilometer klassisch              | DNF   | Bente Skari         |
| 15. Feb. 2002 | Salt Lake City | Verfolgung (10 Kilometer)           | 13    | Beckie Scott        |
| 19. Feb. 2002 | Salt Lake City | Sprint Freistil                     | 25    | Julija Tschepalowa  |
| 24. Feb. 2002 | Salt Lake City | 30 Kilometer klassisch              | 7     | Gabriella Paruzzi   |
| 12. Feb. 2006 | Pragelato      | Verfolgung (15 Kilometer)           |       | Kristina Šmigun     |
| 16. Feb. 2006 | Pragelato      | 10 Kilometer klassisch              |       | Kristina Šmigun     |
| 24. Feb. 2006 | Pragelato      | 30 Kilometer Freistil               | 8     | Kateřina Neumannová |
| 15. Feb. 2010 | Vancouver      | 10 Kilometer Freistil               |       | Charlotte Kalla     |
| 19. Feb. 2010 | Vancouver      | Verfolgung (15 Kilometer)           | DNF   | Marit Bjørgen       |
| 27. Feb. 2010 | Vancouver      | 30 Kilometer klassisch              | 28    | Justyna Kowalczyk   |

### Weltmeisterschaften
Kristina Šmigun-Vähi nahm an sieben Nordischen Weltmeisterschaften teil. Sie hat eine Bilanz von einer Goldmedaille, drei Silbermedaillen und zwei Bronzemedaillen.
| Datum         | Ort                 | Disziplin                            | Platz | Siegerin            |
| ------------- | ------------------- | ------------------------------------ | ----- | ------------------- |
| 12. März 1995 | Thunder Bay         | 5 Kilometer klassisch                | 5     | Larissa Lasutina    |
| 14. März 1995 | Thunder Bay         | 15 Kilometer (Verfolgung)            | 20    | Larissa Lasutina    |
| 17. März 1995 | Thunder Bay         | Staffel                              | 10    | Russland            |
| 21. Feb. 1997 | Trondheim           | 15 Kilometer Freistil                | 8     | Jelena Välbe        |
| 23. Feb. 1997 | Trondheim           | 5 Kilometer klassisch                | 28    | Jelena Välbe        |
| 24. Feb. 1997 | Trondheim           | 15 Kilometer (Verfolgung)            | 9     | Stefania Belmondo   |
| 19. Feb. 1999 | Ramsau am Dachstein | 15 Kilometer Freistil                |       | Stefania Belmondo   |
| 22. Feb. 1999 | Ramsau am Dachstein | 5 Kilometer klassisch                | 9     | Bente Martinsen     |
| 23. Feb. 1999 | Ramsau am Dachstein | 15 Kilometer (Verfolgung)            | 6     | Stefania Belmondo   |
| 26. Feb. 1999 | Ramsau am Dachstein | Staffel                              | 10    | Russland            |
| 27. Feb. 1999 | Ramsau am Dachstein | 30 Kilometer klassisch               |       | Larissa Lasutina    |
| 15. Feb. 2001 | Lahti               | 15 Kilometer klassisch               | 41    | Bente Martinsen     |
| 20. Feb. 2001 | Lahti               | 10 Kilometer klassisch               | 12    | Bente Martinsen     |
| 21. Feb. 2001 | Lahti               | Sprint Freistil                      | 19    | Pirjo Manninen      |
| 18. Feb. 2003 | Val di Fiemme       | 15 Kilometer klassisch (Massenstart) |       | Bente Martinsen     |
| 20. Feb. 2003 | Val di Fiemme       | 10 Kilometer klassisch               |       | Bente Martinsen     |
| 22. Feb. 2003 | Val di Fiemme       | 10 Kilometer (Verfolgung)            |       | Kristina Šmigun     |
| 28. Feb. 2003 | Val di Fiemme       | 30 Kilometer Freistil                |       | Olga Sawjalowa      |
| 17. Feb. 2005 | Oberstdorf          | 10 Kilometer Freistil                | 4     | Kateřina Neumannová |
| 19. Feb. 2005 | Oberstdorf          | 15 Kilometer (Verfolgung)            | DNF   | Julija Tschepalowa  |
| 21. Feb. 2005 | Oberstdorf          | Staffel                              | 13    | Norwegen            |
| 25. Feb. 2005 | Oberstdorf          | 30 Kilometer klassisch (Massenstart) | 14    | Marit Bjørgen       |
| 25. Feb. 2007 | Sapporo             | 15 Kilometer (Verfolgung)            | 10    | Olga Sawjalowa      |
| 27. Feb. 2007 | Sapporo             | 10 Kilometer Freistil                | 9     | Kateřina Neumannová |
| 3. März 2007  | Sapporo             | 30 Kilometer klassisch (Massenstart) | 6     | Virpi Kuitunen      |
| 11. März 2007 | Sapporo             | Staffel                              | 15    | Finnland            |

### Weltcup
Kristina Šmigun-Vähi startete von 1994 bis 2010 bei 158 Weltcupveranstaltungen, von denen sie 16 gewann. 49 Mal erreichte sie Podiumsplatzierungen.

#### Weltcup-Statistik
Die Tabelle zeigt die erreichten Platzierungen im Einzelnen.
- 1.–3. Platz: Anzahl der Podiumsplatzierungen
- Top 10: Anzahl der Platzierungen unter den ersten zehn
- Punkteränge: Anzahl der Platzierungen innerhalb der Punkteränge
- Starts: Anzahl gelaufener Rennen in der jeweiligen Disziplin
- Hinweis: Bei den Distanzrennen erfolgt die Einordnung gemäß FIS.

| Platzierung         | Distanzrennen a | Distanzrennen a | Distanzrennen a | Distanzrennen a | Distanzrennen a | Skiathlon Verfolgung | Sprint | Etappen- rennen b | Gesamt | Team c | Team c  |
| Platzierung         | ≤ 5 km          | ≤ 10 km         | ≤ 15 km         | ≤ 30 km         | > 30 km         | Skiathlon Verfolgung | Sprint | Etappen- rennen b | Gesamt | Sprint | Staffel |
| ------------------- | --------------- | --------------- | --------------- | --------------- | --------------- | -------------------- | ------ | ----------------- | ------ | ------ | ------- |
| 1. Platz            | 3               | 5               | 4               |                 |                 | 2                    | 2      |                   | 16     |        |         |
| 2. Platz            |                 | 9               | 4               | 1               | 1               | 1                    | 1      |                   | 17     |        |         |
| 3. Platz            | 3               | 7               | 1               | 1               |                 | 2                    |        |                   | 14     |        |         |
| Top 10              | 14              | 46              | 16              | 6               | 1               | 11                   | 7      | 1                 | 102    |        | 4       |
| Punkteränge         | 22              | 57              | 23              | 8               | 2               | 14                   | 19     | 1                 | 146    |        | 6       |
| Starts              | 24              | 59              | 23              | 8               | 2               | 14                   | 22     | 1                 | 153    |        | 6       |
| Stand: Karriereende |                 |                 |                 |                 |                 |                      |        |                   |        |        |         |

#### Gesamtwertungen
Im Gesamtweltcup belegte sie zweimal den zweiten Platz. 1999 gewann sie den Distanzweltcup und 2000 den Mitteldistanzweltcup.
| Saison  | Gesamtweltcup | Siegerin           | Sprintweltcup | Distanzweltcup | Distanzweltcup |
| ------- | ------------- | ------------------ | ------------- | -------------- | -------------- |
| 1993/94 | 60            | Manuela Di Centa   | n. a.         | n. a.          | n. a.          |
| 1994/95 | 29            | Jelena Välbe       | n. a.         | n. a.          | n. a.          |
| 1995/96 | 17            | Manuela Di Centa   | n. a.         | n. a.          | n. a.          |
| 1996/97 | 13            | Jelena Välbe       | 15            | 21             | 21             |
| 1997/98 | 19            | Larissa Lasutina   | 27            | 15             | 15             |
| 1998/99 | 4             | Bente Martinsen    | 3             | 1              | 1              |
| 1999/00 | 2             | Bente Martinsen    | 3             | 1¹             | 2²             |
| 2000/01 | 10            | Julija Tschepalowa | 21            | n. a.          | n. a.          |
| 2001/02 | 4             | Bente Skari        | 24            | n. a.          | n. a.          |
| 2002/03 | 2             | Bente Skari        | 41            | n. a.          | n. a.          |
| 2003/04 | 5             | Gabriella Paruzzi  | 47            | 3              | 3              |
| 2004/05 | 4             | Marit Bjørgen      | 70            | 3              | 3              |
| 2005/06 | 17            | Marit Bjørgen      | 38            | 11             | 11             |
| 2006/07 | 11            | Virpi Kuitunen     | -             | 5              | 5              |
| 2009/10 | 32            | Justyna Kowalczyk  | 84            | 22             | 22             |

¹ Siegerin im Mitteldistanzweltcup (nur 1999/2000 ausgetragen)

² Zweite im Langdistanzweltcup (nur 1999/2000 ausgetragen)

#### Weltcupsiege im Einzel
Bis zum Ende der Saison 2006/07 feierte Kristina Šmigun-Vähi 16 Erfolge in Weltcupwettbewerben, davon 14 in Distanzwettbewerben und zwei in Sprintwettbewerben. Jeweils vier Siege konnte sie in den der Saison 1990/00 und in der Saison 2003/04 für sich verbuchen.
| Nr. | Datum         | Ort                    | Distanz       | Technik            | Disziplin   |
| --- | ------------- | ---------------------- | ------------- | ------------------ | ----------- |
| 1   | 12. Jan. 1999 | Nové Město na Moravě   | 15 Kilometer  | Freistil           | Einzel      |
| 2   | 10. Dez. 1999 | Sappada                | 10 Kilometer  | Freistil           | Einzel      |
| 3   | 28. Dez. 1999 | Garmisch-Partenkirchen | 1.4 Kilometer | Freistil           | Sprint      |
| 4   | 16. Feb. 2000 | Ulrichen               | 5 Kilometer   | Freistil           | Einzel      |
| 5   | 3. März 2000  | Lahti                  | 1.4 Kilometer | Freistil           | Sprint      |
| 6   | 22. Dez. 2001 | Ramsau am Dachstein    | 15 Kilometer  | Freistil           | Massenstart |
| 7   | 2. März 2002  | Lahti                  | 10 Kilometer  | Freistil           | Einzel      |
| 8   | 23. Nov. 2002 | Kiruna                 | 5 Kilometer   | Freistil           | Einzel      |
| 9   | 4. Jan. 2003  | Kawgolowo              | 5 Kilometer   | Freistil           | Einzel      |
| 10  | 22. Nov. 2003 | Beitostølen            | 10 Kilometer  | Freistil           | Einzel      |
| 11  | 29. Nov. 2003 | Kuusamo                | 15 Kilometer  | Freistil/klassisch | Verfolgung  |
| 12  | 6. Dez. 2003  | Toblach                | 15 Kilometer  | Freistil/klassisch | Verfolgung  |
| 13  | 21. Dez. 2003 | Ramsau am Dachstein    | 15 Kilometer  | Freistil/klassisch | Verfolgung  |
| 14  | 28. Nov. 2004 | Kuusamo                | 10 Kilometer  | klassisch          | Einzel      |
| 15  | 18. Dez. 2004 | Ramsau am Dachstein    | 10 Kilometer  | Freistil           | Massenstart |
| 16  | 11. März 2007 | Lahti                  | 10 Kilometer  | klassisch          | Einzel      |

### Juniorenweltmeisterschaften
Kristina Šmigun-Vähi nahm an sechs Juniorenweltmeisterschaften teil, bei denen sie zwei Goldmedaillen und vier Silbermedaillen erkämpfen konnte.
| Jahr | Ort         | 5 km klassisch | Siegerin            | 15 km Freistil | Siegerin           |
| ---- | ----------- | -------------- | ------------------- | -------------- | ------------------ |
| 1992 | Vuokatti    | 19.            | –                   | 24.            | –                  |
| 1994 | Harrachov   | 16.            | Kateřina Neumannová | 28.            | Irina Skladnewa    |
| 1994 | Breitenwang | 17.            | Irina Skladnewa     | 10.            | Julija Tschepalowa |
| 1995 | Gällivare   |                | Natalja Baranowa    |                | Julija Tschepalowa |
| 1996 | Asiago      |                | Maija Puukilainen   |                | Julija Tschepalowa |
| 1997 | Canmore     |                | Kristina Šmigun     |                | Kristina Šmigun    |

### Nationale Meisterschaften
- 27 Titel in Einzelwettbewerben
- 12 Titel in Mannschaftswettbewerben

### Sonstiges
- 1990 wurde Šmigun-Vähi estnische Juniorenmeisterin im Crosslauf.